# أب غرمك غوزنان (لوداب)
أب غرمك غوزنان (بالفارسية: آب‌گرمک گوزنان) هي قرية تقع في إيران في قسم لوداب الريفي. يقدر عدد سكانها بـ 147 نسمة .